# Зубильне
Зуби́льне — село в Україні, у Затурцівській сільській громаді Володимирського району Волинської області. Населення становить 455 осіб.

## Географія
Селом протікає річка Стохід.

## Історія
У 1906 році село Щуринської волості Луцького повіту Волинської губернії. Відстань від повітового міста 33 верст, від волості 19. Дворів 49, мешканців 358.
До 28 вересня 2017 року — адміністративний центр Зубильненської сільської ради Локачинського району Волинської області.
Після ліквідації Локачинського району 19 липня 2020 року село увійшло до Володимир-Волинського району.

## Населення
Згідно з переписом УРСР 1989 року чисельність наявного населення села становила 478 осіб, з яких 209 чоловіків та 269 жінок.
За переписом населення України 2001 року в селі мешкало 449 осіб.

### Мова
Розподіл населення за рідною мовою за даними перепису 2001 року:
| Мова       | Кількість | Відсоток |
| ---------- | --------- | -------- |
| українська | 454       | 99.78%   |
| російська  | 1         | 0.22%    |
| Усього     | 455       | 100%     |